# René Buser
René Buser (* 31. März 1922; † 20. Oktober 2013) war ein Schweizer Tennisspieler.
Er war mehrfacher Schweizer Meister. Sein grösster Erfolg war das Erreichen des Achtelfinals der Wimbledon Championships im Jahr 1946.

## Karriere
Buser gewann zwischen 1945 und 1956 insgesamt 24 Schweizer Meisterschaften im Tennis in verschiedenen Disziplinen. Zusätzlich gewann er zwölf Interclub-Meisterschaften – die Schweizer Vereinsmeisterschaften im Tennis – mit seinen Vereinen Grasshopper Club Zürich und Montreux.
Er erreichte das Achtelfinale der Wimbledon Championships 1946/Herreneinzel, wo er in vier Sätzen gegen den späteren Sieger Yvon Petra ausschied. Im Jahr 1949 erreichte er nochmals die dritte Runde von Wimbledon.
Buser spielte zwischen 1946 und 1957 in insgesamt elf Begegnungen für die Schweizer Davis-Cup-Mannschaft. Er wurde dabei nur im Doppel eingesetzt und gewann vier Matches und verlor sieben.

## Privatleben
Buser verstarb im Jahr 2013 im Alter von 91 Jahren.